# Czas zemsty (film 2013)
Czas zemsty (ang. Dead Man Down) – amerykański thriller z 2013 roku w reżyserii Nielsa Ardena Opleva, wyprodukowany przez wytwórnie FilmDistrict i Sony Pictures Entertainment. Zdjęcia kręcono w Nowym Jorku i Filadelfii.

## Fabuła
Victor (Colin Farrell) pracuje dla bossa nowojorskiej mafii, Alphonse’a Hoyte’a (Terrence Howard). Mężczyzna zdobywa jego zaufanie, ratując mu życie podczas strzelaniny z gangiem Jamajczyków. Zarzewiem wojny w półświatku stał się tajemniczy morderca, który wysłał do Alphonse’a wiadomości z pogróżkami i kolejno likwidował jego ludzi. Boss nie ma pojęcia, komu się naraził. Typując kolejnych wrogów, popełnia błędy i zaczyna tracić swoją pozycję w przestępczym świecie. Tymczasem Victor żyje samotnie w bloku na przedmieściach. Obserwuje z okna sąsiadkę z naprzeciwka, Francuzkę Beatrice (Noomi Rapace). Nieznajomy intryguje kobietę, więc zostawia ona w jego skrzynce na listy zaproszenie na randkę.
Para umawia się w restauracji. Victor z bliska dostrzega, do jakiego stopnia twarz Beatrice jest okaleczona. W końcu wyznaje mu ona prawdziwy powód spotkania. Była świadkiem popełnionego przez niego morderstwa. Nie wyda go policji, jeśli zabije on człowieka, który ją skrzywdził. Chociaż szantaż to kiepski początek znajomości, dwoje samotników zbliża się do siebie. Okazuje się bowiem, że oboje doświadczyli tragedii w przeszłości i pałają teraz żądzą zemsty.

## Obsada
- Colin Farrell jako Victor/László Kerick
- Noomi Rapace jako Beatrice Louzon
- Dominic Cooper jako Darcy
- Terrence Howard jako Alphonse Hoyt
- Isabelle Huppert jako Maman Louzon
- Luis Da Silva jako Terry
- Wade Barrett jako Kilroy
- Franky G jako Luco
- Hisham Tawfiq jako Jamaican Mike

## Odbiór

### Krytyka
Film Czas zemsty spotkał się z negatywną reakcją krytyków. W serwisie Rotten Tomatoes 40% ze stu pięciu recenzji filmu jest pozytywne (średnia ocen wyniosła 5,01 na 10). Na portalu Metacritic średnia ocen z 24 recenzji wyniosła 39 punktów na 100.